# Puławy
Puławy – miasto w zachodniej części województwa lubelskiego w pobliżu granicy województwa mazowieckiego, siedziba powiatu puławskiego i gminy wiejskiej Puławy, położone nad Wisłą, na skraju Małopolskiego Przełomu Wisły, największe miasto województwa lubelskiego niebędące miastem na prawach powiatu.
Ośrodek przemysłowy (przemysł chemiczny, budowlany, farmaceutyczny itp.), naukowy (6 instytutów naukowo-badawczych, szkolnictwo wyższe), turystyczno-kulturalny: będące częścią trójkąta turystycznego Puławy – Kazimierz Dolny – Nałęczów, ponadto ośrodek: muzealnictwa (pierwsze muzeum na ziemiach polskich, a zarazem najstarsze muzeum w Europie Środkowej), węzeł komunikacyjny (port rzeczny, 2 przeprawy mostowe, główne szlaki komunikacji drogowej i kolejowej).
Na terenie miasta znajduje się podstrefa Specjalnej Strefy Ekonomicznej Starachowice, obejmująca obszar 106,7 ha i zagospodarowana w ponad 26%.
Według danych GUS z 30 września 2021 r. miasto liczyło 45 267 mieszkańców.

## Położenie
Puławy leżą w zachodniej części województwa lubelskiego, na Nizinie Mazowieckiej tuż przy granicy z Wyżyną Lubelską, która przebiega przez Parchatkę (według Jerzego Kondrackiego), nad prawym brzegiem Wisły, niedaleko od najdalej wysuniętego na wschód jej zakola, w sąsiedztwie Kazimierskiego Parku Krajobrazowego. Historycznie położone były w Małopolsce (początkowo w ziemi sandomierskiej, a następnie w ziemi lubelskiej). W granicach miasta wpada do Wisły rzeka Kurówka. Miasto często bywa wiązane z pobliskimi Kazimierzem Dolnym i Nałęczowem, wspólnie określanymi mianem trójkąta turystycznego.
Powierzchnia miasta wynosi 50,49 km².

### Struktura powierzchni
Według danych z roku 2004 Puławy mają obszar 50,61 km², w tym:
- użytki rolne: 12%
- użytki leśne: 21%
- grunty pod zbiornikami wodnymi, rzekami, rowami: 3%
- tereny pod zabudowę: 9%
- ulice, tereny kolejowe i inne tereny komunikacyjne: 3%
- tereny parkowe i zieleńce: 0,5%
- tereny osiedlowe niezabudowane: 1%
- tereny różne: 2%

Miasto stanowi 5,42% powierzchni powiatu.

## Toponimia
Pochodzenie nazwy miasta Puławy nie zostało jednoznacznie ustalone ani oficjalnie potwierdzone. Ze względu na pierwotne usytuowanie osady nad Wisłą przypuszcza się, że nazwa ta może być związana z rzeką i jej otoczeniem. Istnieje kilka hipotez dotyczących etymologii nazwy:
- Nadwiślańskie łęgi – Nazwa Puławy może pochodzić od „pulw”, czyli określenia łęgów nadrzecznych.
- Staropolskie „pławy” – Wyraz ten oznaczał przeprawianie się przez rzekę, co mogło nawiązywać do charakteru osady jako miejsca przeprawy.
- „Pława” – Słowo to oznacza bojkę oznaczającą mieliznę, co również mogło mieć związek z lokalnym krajobrazem rzecznym.
- „Pławia” – Termin ten odnosił się do nurtu lub prądu rzecznego, co również mogło wpłynąć na nazwę[7].

Pierwsze pisemne wzmianki o nazwie „Pollavy” pochodzą z XV wieku. Według tych zapisów nazwa mogła oznaczać przejście przez rzekę lub bród.
Ludowa legenda proponuje inne wyjaśnienie genezy nazwy. Opowiada, że Zawisza Czarny, zmęczony podróżą, zatrzymał się w osadzie, aby odpocząć. Gdy usiadł na ławce, ta złamała się pod jego ciężarem. Rycerz miał wtedy wykrzyknąć: „A niech to będzie pół ławy!”. Z czasem nazwa ta miała przekształcić się w „Puławy”.

## Historia miasta

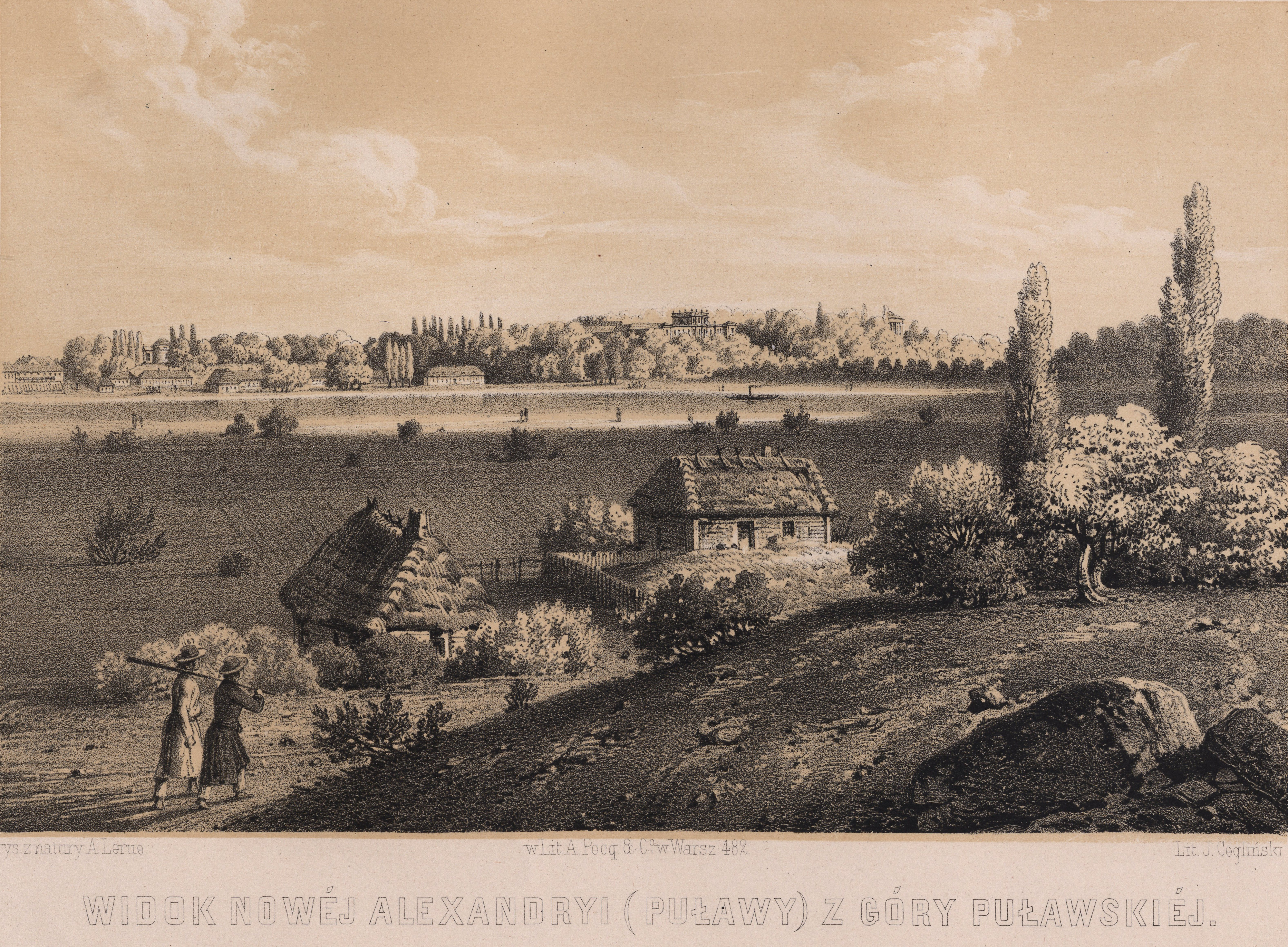
Puławy na litografii Adama Lerue (ok. 1858)

### Historia nazwy
Wieś Pollawy pojawiła się w dokumentach po raz pierwszy w 1489 r. W kolejnych latach jej nazwa była zapisywana w różny sposób:
- 1552 r. – Pulławi
- 1563 r. – Pułławi
- 1580 r. – Pulawi
- 1603 r. – Puławy

W XVII i XVIII wieku nazwa „Puławy” była powszechnie stosowana. W drugiej połowie XVIII oraz na początku XIX wieku Puławy stały się ważnym centrum kulturalnym, z dworem Czartoryskich jako jego ogniskiem.
Po upadku powstania listopadowego, miejscowość została skonfiskowana przez władze carskie, a w 1846 r. nadano jej nową nazwę – Nowa Aleksandria. Ta forma ulegała dalszym zmianom:
- 1887 r. – Nowa Aleksandrya
- 1899 r. – Nowo-Aleksandrya

W 1906 r. Puławy uzyskały prawa miejskie, a dnia 2 maja 1916 r. przywrócono oryginalną nazwę, która obowiązuje do dziś.

### Opalińscy, Lubomirscy i Czartoryscy
Wieś szlachecka położona była w drugiej połowie XVI wieku w powiecie lubelskim województwa lubelskiego.
Wieś wraz z folwarkiem wchodziła w 1662 roku w skład majętności końskowolskiej Łukasza Opalińskiego. Od 2. połowy XVII w. Puławy znajdowały się w posiadaniu Lubomirskich. Marszałek wielki koronny Stanisław Herakliusz Lubomirski w latach 1676–1679 wybudował tutaj swoją letnią rezydencję. Jego córka Elżbieta w 1687 r. wniosła Puławy jako posag do małżeństwa z Adamem Mikołajem Sieniawskim, późniejszym hetmanem wielkim koronnym. Jego sympatia dla Augusta II Mocnego sprowadziła na Puławy w 1706 r. zniszczenia podczas tzw. drugiego potopu szwedzkiego.

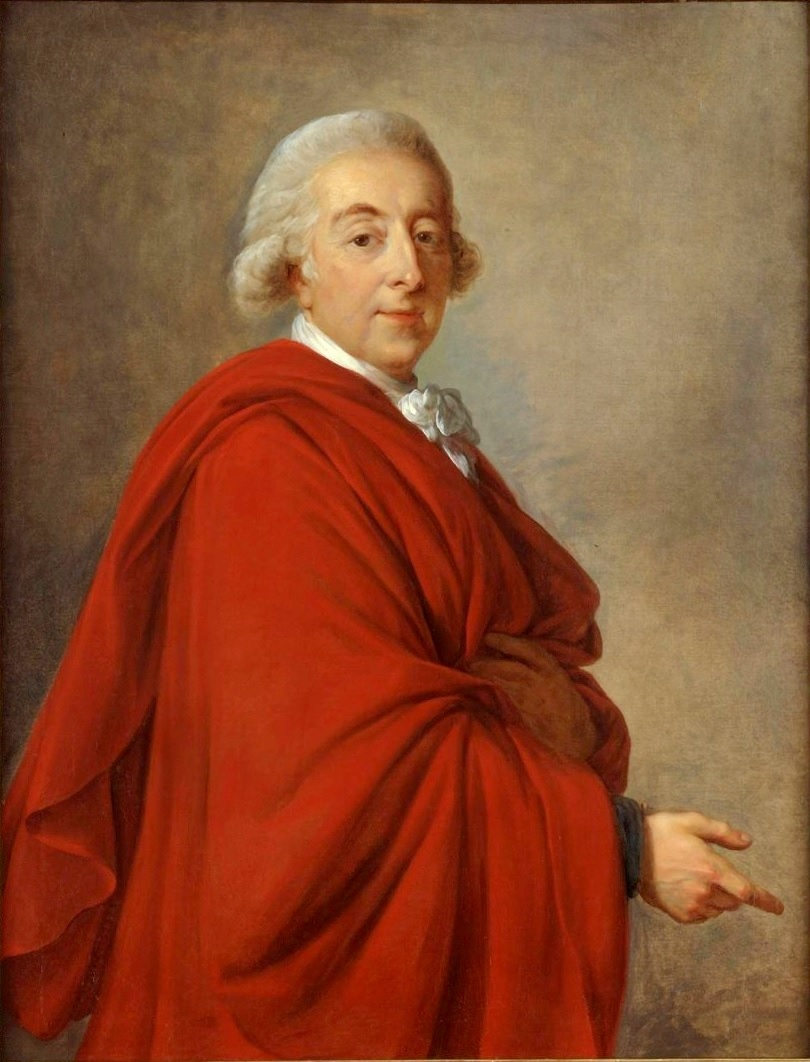
Adam Kazimierz Czartoryski

W 1731 r. córka Sieniawskiego Maria Zofia wyszła za mąż za wojewodę ruskiego Aleksandra Augusta Czartoryskiego. Od tego momentu Puławy na 100 lat stały się własnością familii, jak określano wtedy rodzinę Czartoryskich. W tym czasie miejscowość przeżyła swój złoty wiek. W 1761 r. syn Augusta, Adam Kazimierz, poślubił Izabelę Flemming, jedyną dziedziczkę majątku po podskarbim wielkim litewskim Janie Jerzym Flemmingu. W 1784 r., po śmierci Augusta, Adam i Izabela przenieśli się do Puław. W ciągu następnych lat powstało tutaj konkurujące ze stolicą centrum życia kulturalnego i politycznego. Miejscowość zyskała przydomek Polskie Ateny. Na dworze puławskim przebywali niemal wszyscy znani przedstawiciele epoki: Grzegorz Piramowicz, Franciszek Dionizy Kniaźnin, Julian Ursyn Niemcewicz, Adam Tadeusz Naruszewicz, Jan Paweł Woronicz, Franciszek Karpiński, Franciszek Zabłocki, Jan Piotr Norblin, Marcello Bacciarelli, Kazimierz Wojnakowski. Okres rozbiorów przyniósł dla Puław kolejne zniszczenia. W odwecie za wsparcie udzielone Kościuszce przez Czartoryskich w 1794 r. wojska rosyjskie zniszczyły puławską rezydencję i splądrowały okoliczne wsie.

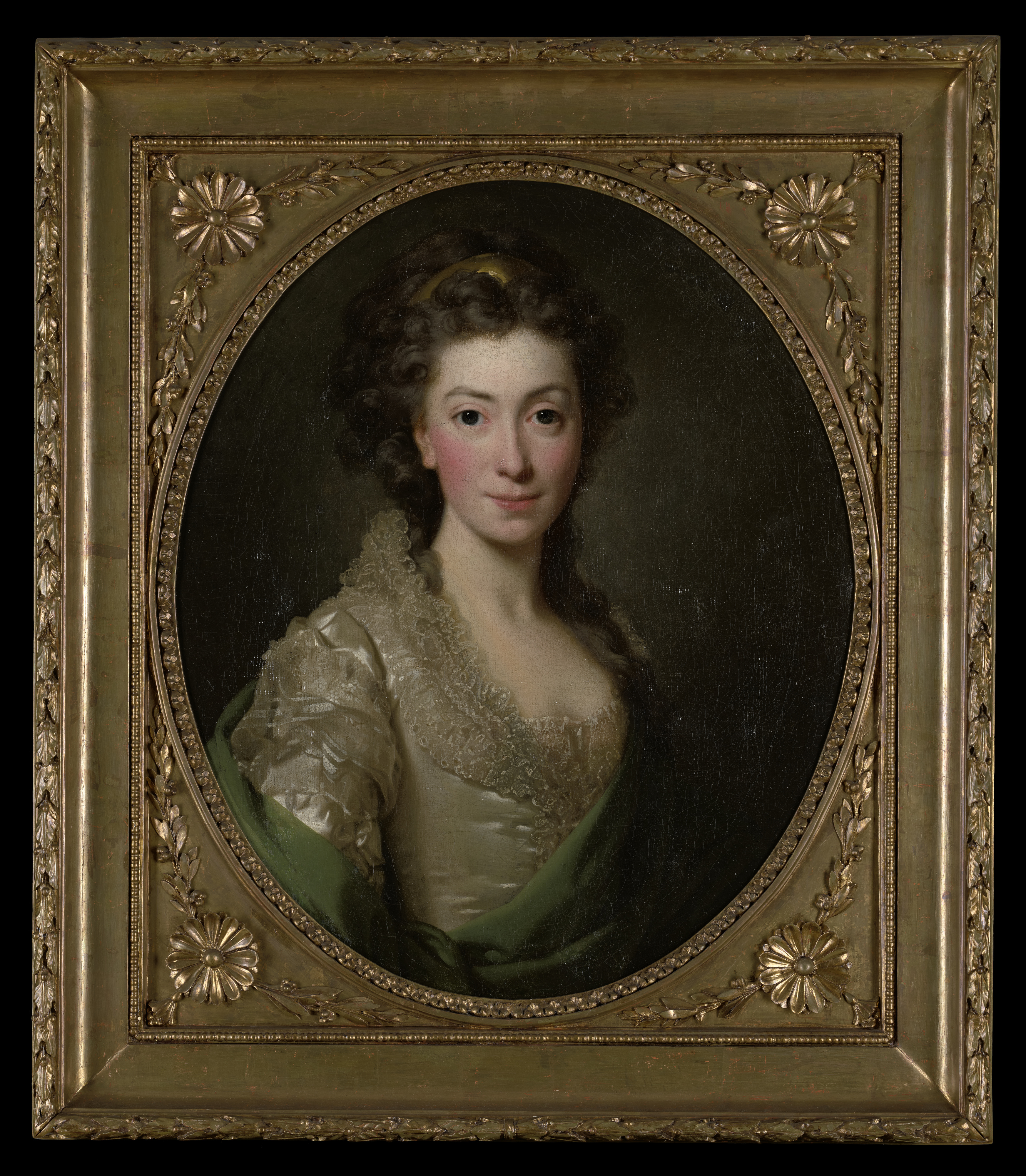
Izabela z Flemmingów Czartoryska

Odbudowę rozpoczęła w 1796 r. księżna Izabela. Wykorzystała przy tym talent architekta Piotra Aignera, przebudowując nie tylko rezydencję, ale też wznosząc szereg budowli ogrodowych w przylegającym do pałacu parku. Romantyczny charakter parku podkreślała m.in. obecność etatowego pustelnika mieszkającego w grocie, a wynajętego przez Izabelę Czartoryską. W jednej z budowli ogrodowych, w Świątyni Sybilli, w 1801 r. księżna założyła pierwsze w Polsce muzeum, gromadzące pamiątki narodowe. W 1816 roku księżna Maria Wirtemberska, siostra księcia Adama Jerzego Czartoryskiego, napisała w Puławach powieść Malwina, czyli domyślność serca, uznawaną za pierwszą polską powieść psychologiczno-obyczajową, z wątkami autobiograficznymi.
W 1828 r. polski inżynier wojskowy gen. Ignacy Prądzyński proponował dowództwu wzniesienie fortyfikacji strzegących przepraw przez Wisłę w Puławach. Ostatecznie fortyfikacje wybudowano, ale w Dęblinie. Koniec złotego wieku Puław przyniosło powstanie listopadowe. Tutaj pułkownik Juliusz Małachowski dokonał brawurowego napadu na koszary rosyjskie, a także 2 marca 1831 roku rozegrała się zwycięska dla powstańców bitwa pod Puławami.
Po upadku powstania Czartoryscy zostali zmuszeni do emigracji, a majątek uległ konfiskacie. Puławy stały się spokojną, prowincjonalną miejscowością. W roku 1842 dla zatarcia śladów polskości, władze rosyjskie przemianowały Puławy na Nową Aleksandrię. Zapoczątkowany został rozwój placówek naukowo-oświatowych. Kolejno tworzono: w 1844 r. Instytut Wychowania Panien; w 1862 r. Instytut Politechniczny i Rolniczo-Leśny. Zajęcia w uczelni trwały tylko 3 miesiące, gdyż po wybuchu powstania styczniowego władze rosyjskie ją zamknęły. W krótkim okresie swojej działalności dydaktycznej instytut stał się ośrodkiem patriotycznej konspiracji młodzieży polskiej, a wielu jego studentów (m.in. Adam Chmielowski, czyli późniejszy Brat Albert, i Maksymilian Gierymski) wstąpiło do oddziału powstańczego Leona Frankowskiego. W 1869 r. w  tym samym miejscu  powstał Instytut Gospodarstwa Wiejskiego i Leśnictwa.

### XX wiek
W kwietniu 1905 r. doszło w Puławach z inicjatywy SDKPiL do nieudanej próby powstania zbrojnego żołnierzy i okolicznych chłopów przeciwko władzom carskim. W 1906 r. Puławy otrzymały prawa miejskie. W roku 1915 miasto opuściły wojska rosyjskie, potem austriackie. W czasie I wojny światowej Puławy doznały olbrzymich zniszczeń. W okresie 1914/1915 w Puławach stacjonował 
W sierpniu 1920 roku, gdy wojska polskie toczyły ciężkie walki pod Warszawą, Józef Piłsudski przyjmował defiladę wojsk w Puławach. W okresie międzywojennym zaczął rozwijać się przemysł, oprócz tego w miejsce dawnego Instytutu Rolniczego, utworzono Państwowy Instytut Naukowy Gospodarstwa Wiejskiego. Miasto było etnicznie zróżnicowane, mieszkali tu Polacy, Żydzi i Rosjanie, wyznawcy chrześcijaństwa, prawosławia i judaizmu. Rozwój miasta przerwał wybuch II wojny światowej, w której zginęła trzecia część mieszkańców.
W 1944 roku Puławy zostały zdobyte przez 8 Gwardyjską Armię i 2 Armię Pancerną Armii Czerwonej oraz przez współdziałających z nią żołnierzy Armii Krajowej. 24 kwietnia 1945 roku zgrupowanie organizacji Zrzeszenie Wolność i Niezawisłość pod dowództwem Mariana Bernaciaka ps. „Orlik” rozbiło miejscowy Powiatowy Urząd Bezpieczeństwa Publicznego. Ofiary z okresu II wojny światowej upamiętnia odsłonięty w 1963 na cmentarzu wojennym Pomnik Poległych i Pomordowanych autorstwa Adama Prockiego.
Powojenną historię zdominowała decyzja o budowie Zakładów Azotowych, podjęta przez polskie władze w 1960 roku. Po tej dacie nastąpił znaczny wzrost liczby ludności, zmienił się także charakter miejscowości. Z małego miasteczka Puławy stały się miastem przemysłowym.
Powierzchnię miasta kilkukrotnie powiększano. Już w 1906 roku włączono do niego pobliskie wsie: Mokradki oraz Puławską Wieś. 17 listopada 1933 przyłączono do niego z gminy Końskowola wsie: Włostowice i Wólkę Profecką, ponadto stację kolejową Puławy, część gruntów wsi Rudy i część lasu Ruda Czechowska. 1 stycznia 1951 roku w skład Puław weszły z gminy Końskowola: las państwowy Ruda Czechowska oraz gospodarstwo rolne Michałówka i las instytutowy Ruda Las. 31 grudnia 1964 roku obszar miasta powiększono kosztem gromady Gołąb, z której przyłączono 880 hektarów lasów państwowych oraz kosztem gromady Końskowola, z której przekazano 96 hektarów – część wsi Rudy.
W latach 1975–1998 Puławy należały administracyjnie do ówczesnego województwa lubelskiego.

## Zabytki
Burzliwe dzieje Puław pozostawiły po sobie liczne zabytki. W zasadzie wszystkie znajdują się w kompleksie pałacowo-parkowym, leżącym w pobliżu skarpy wiślanej.

### Park

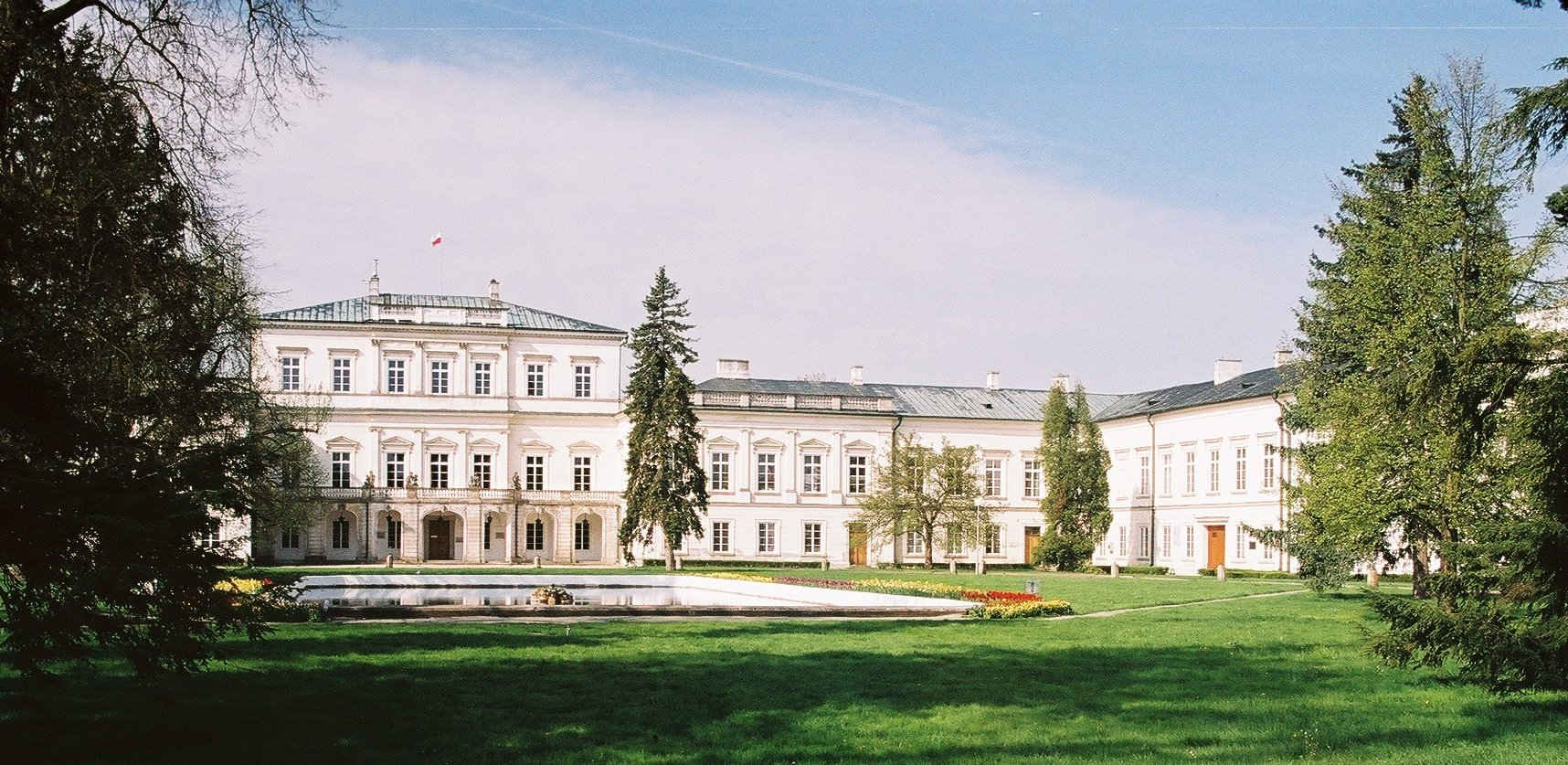
Pałac Czartoryskich od strony dziedzińca

Najbardziej okazały jest pałac Czartoryskich, wzniesiony pierwotnie przez Lubomirskich według barokowego projektu Tylmana z Gameren w latach 1676–1679. Do dzisiaj z tamtej budowli pozostało przyziemie od strony Łachy Wiślanej i sień na parterze za wejściem głównym. Spalony w 1706 r. przez Szwedów, pałac odbudowali w latach 1722–1736 Sieniawscy i Czartoryscy, według rokokowego projektu Jana Zygmunta Deybla. Ostatecznie w latach 1785–1810 pałac został przebudowany w stylu klasycystycznym przez Czartoryskich według projektu Chrystiana Piotra Aignera. Wnętrza centralnej – zabytkowej części pałacu w 2005 roku zostały udostępnione dla zwiedzających. Pałac Czartoryskich jest siedzibą Instytutu Uprawy, Nawożenia i Gleboznawstwa – Państwowego Instytutu Badawczego.
Pałac otacza park krajobrazowy o powierzchni 30 ha. Pierwotnie został założony przez Lubomirskich, jako park regularny, i od tamtego czasu podążał za zmianami stylu puławskiej rezydencji. W latach 1731–1736 przybrał styl francuski. W latach 1798–1806 księżna Izabela zmieniła go w ogród romantyczny w stylu angielskim, umieszczając w nim szereg budowli ogrodowych i rzeźb. W tym stanie park przetrwał do dzisiaj, aktualnie cały teren osady parkowo-pałacowej nazywa się Zespół Rezydencyjny Książąt Czartoryskich.

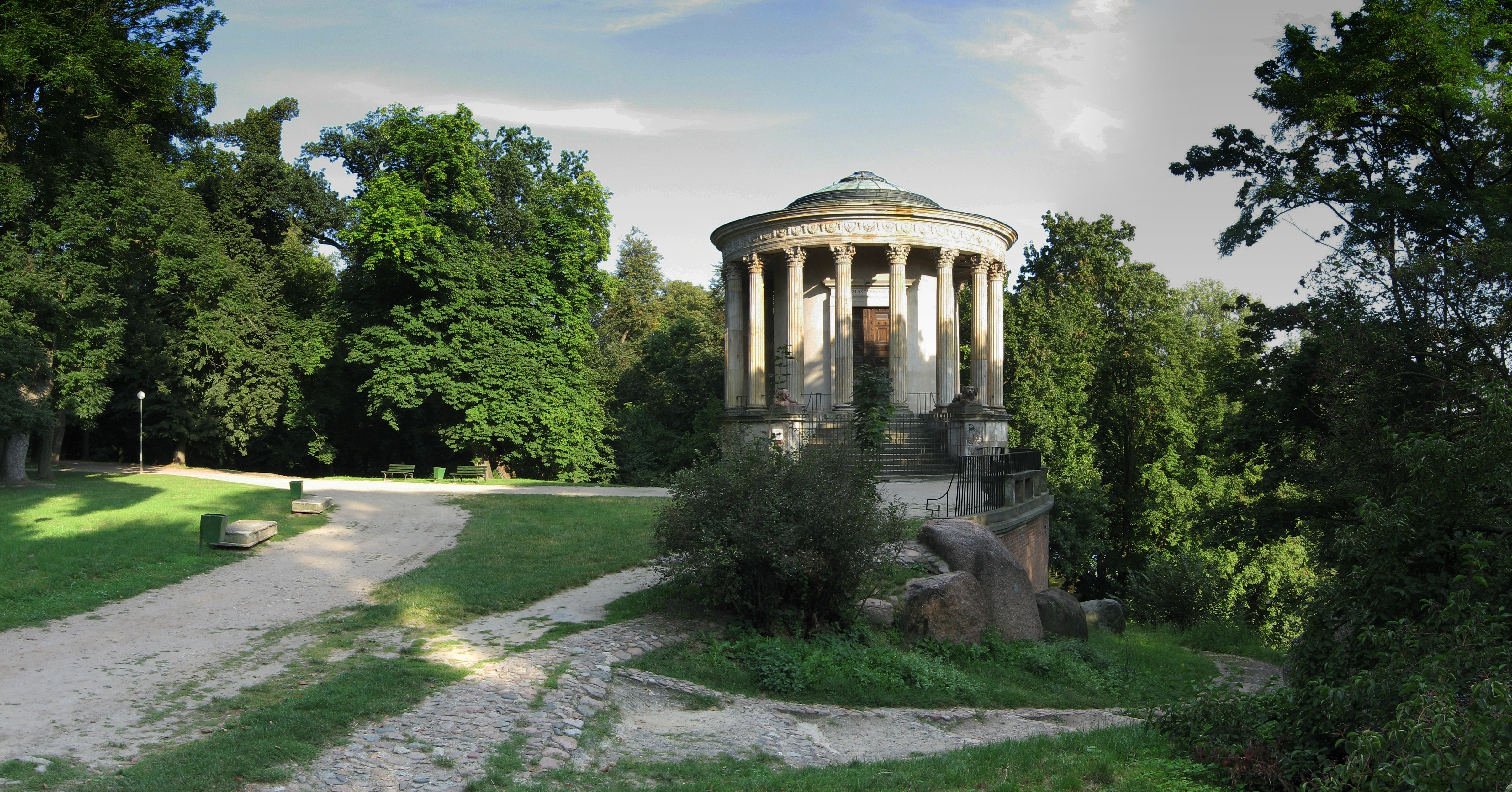
Świątynia Sybilli, zbudowana na wzór antycznej świątyni Westy w Tivoli pod Rzymem

Najciekawsza budowla znajdująca się w parku to Świątynia Sybilli (d. Świątynia Pamięci), wybudowana w latach 1798–1801 według projektu Aignera na wzór antycznej świątyni Westy w Tivoli pod Rzymem. W roku 1801 Izabela Czartoryska założyła tutaj pierwsze w Polsce muzeum, mające pobudzać patriotyzm w okupowanej Polsce.

Domek gotycki w Parku Czartoryskich

Niedaleko Świątyni Sybilli znajduje się Dom Gotycki, wybudowany w latach 1800–1809 również według projektu Aignera, otwarty z okazji pobytu w Puławach Józefa Poniatowskiego. Jest on obecnie siedzibą Muzeum Regionalnego PTTK. Obok Domku Gotyckiego stoi kopia rzeźby Tankred i Klorynda.
Listę zabytków w parku uzupełniają:
- kościół Wniebowzięcia NMP, wzniesiony w latach 1800–1803 na wzór rzymskiego Panteonu, od 1919 r. pełni rolę świątyni parafialnej,

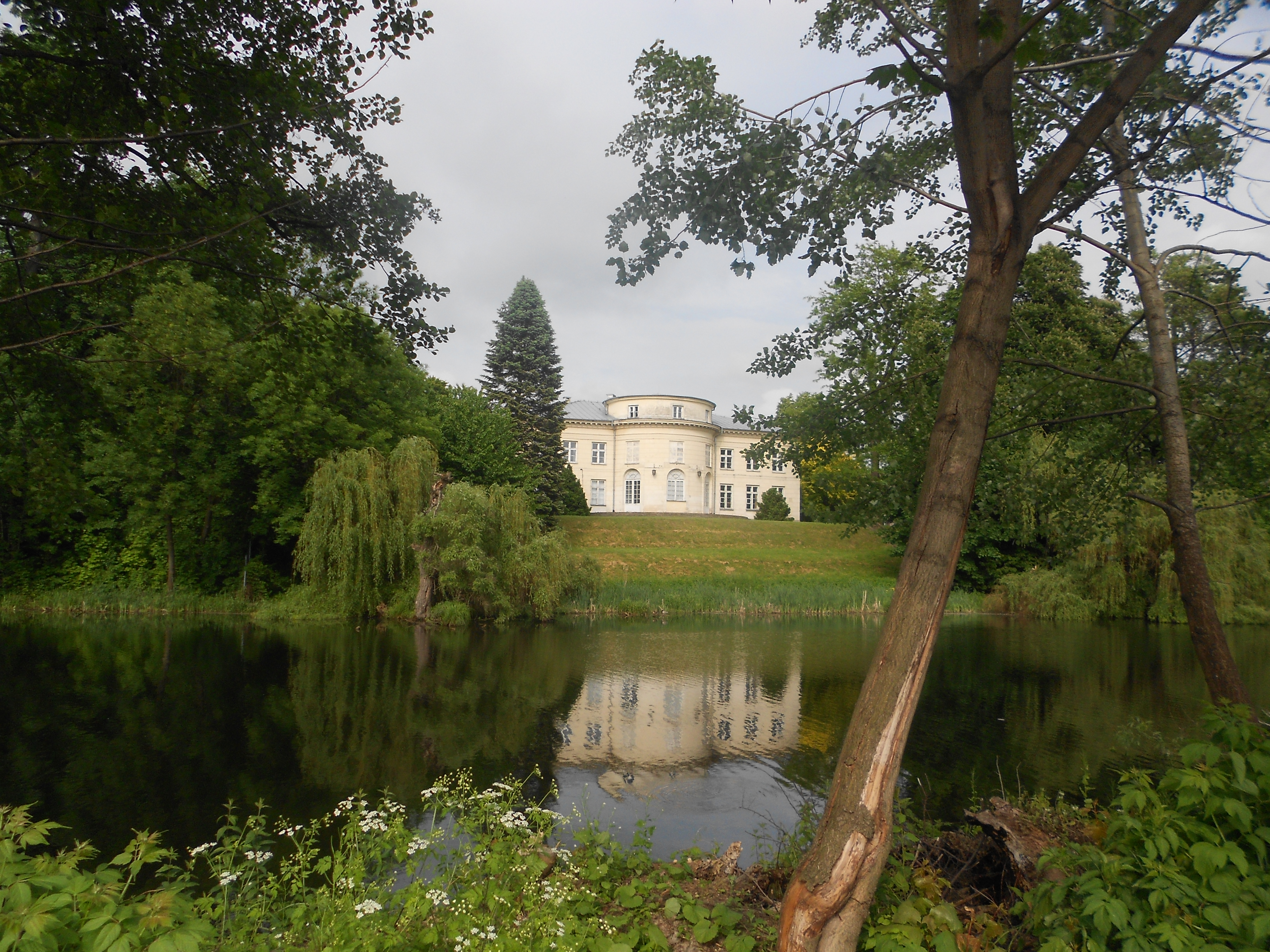
Pałac Marynki (1790-94) zbudowany dla Marii Wirtemberskiej

- Pałac Marynki, zbudowany w latach 1790–1794 dla Marii Wirtemberskiej, córki Izabeli i Adama Kazimierza Czartoryskich,

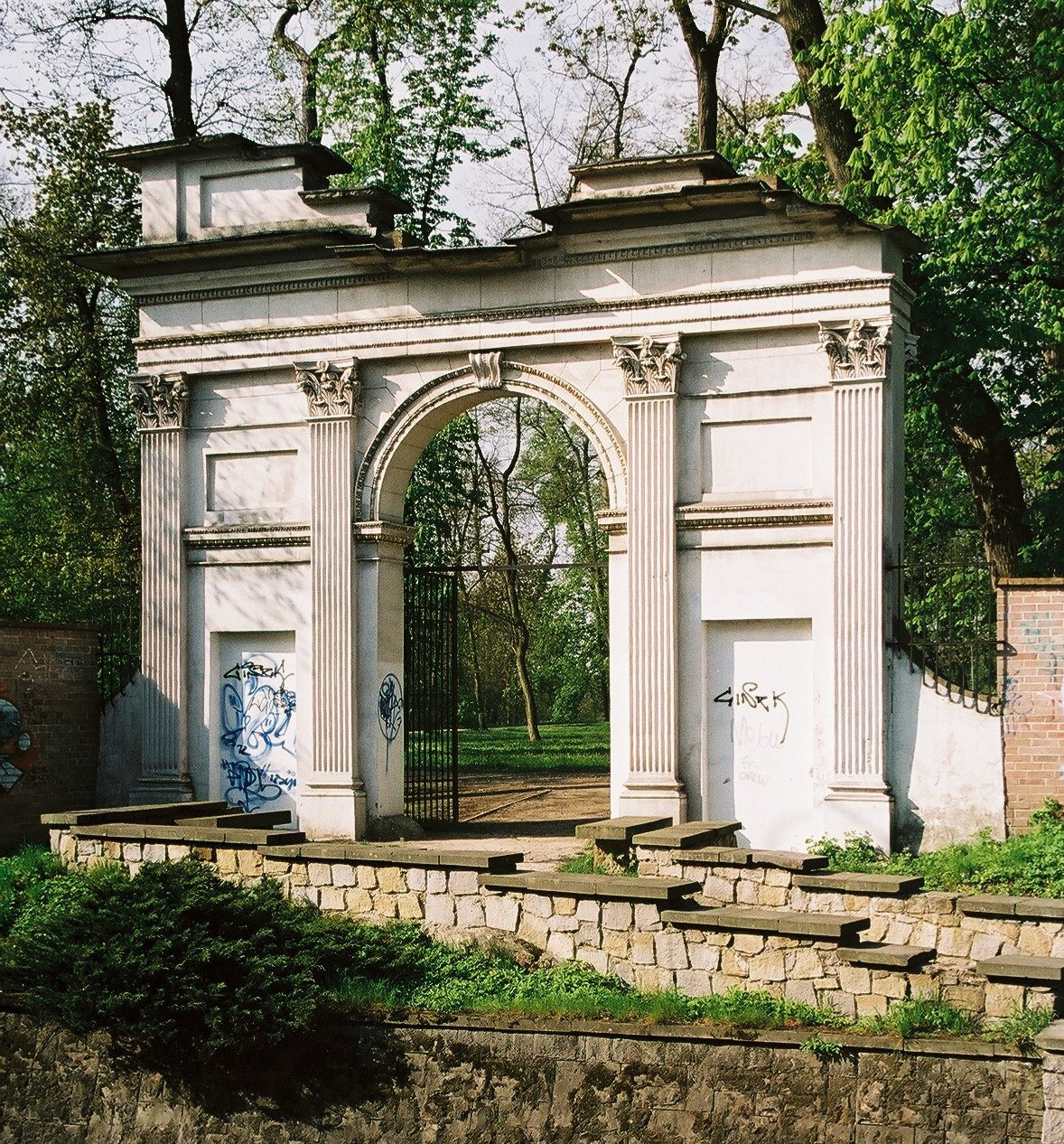
Brama rzymska w zespole pałacowo-parkowym

- Brama Rzymska wybudowana 1829 r. jako trwała ruina, wzorowana na Łuku Tytusa w Rzymie,
- Domek Grecki, zbudowany w latach 1778–1791, niegdyś oranżeria, obecnie biblioteka miejska,
- Domek Żółty z początku XIX wieku, zwany również Aleksandryjskim, gdyż zamieszkiwał w nim car Aleksander II podczas pobytu w Puławach,
- Altana Chińska z połowy XVIII wieku,
- marmurowy Sarkofag wykonany w Rzymie, przysłany do Puław w 1799 r. przez Adama Jerzego Czartoryskiego,
- rzeźba przedstawiająca Tankreda i Kloryndę, głównych bohaterów XVI-wiecznego poematu Torquato Tasso Jerozolima wyzwolona, wykonana ok. 1790 na zlecenie Stanisława Augusta Poniatowskiego przez Francesca Lazzariniego.

### Miasto
- Budynek dawnego magistratu miejskiego
- Budynek starostwa powiatowego
- Dawna cerkiew pw. Świętej Trójcy (obecnie kościół pw. Matki Bożej Różańcowej)
- Karczma „Pod Pielgrzymem”
- Kościół katolicki pw. św. Józefa

## Demografia
Według danych Głównego Urzędu Statystycznego na dzień 31 grudnia 2021 roku w mieście mieszkało 46 304 osób, w tym 21 403 mężczyzn i 24 901 kobiet, a wskaźnik feminizacji wynosił wówczas 116 kobiet na 100 mężczyzn. Gęstość zaludnienia w tym okresie wynosiła 917,1 osób/km².
Największą liczbę ludności Puławy odnotowały w   1993 - według danych GUS 54 654 mieszkańców.
- Piramida wieku mieszkańców Puław w 2021 roku[27]:

|  |

## Budżet
Budżet na 2021 rok
| Opis                  | Budżet            | Budżet            |
| --------------------- | ----------------- | ----------------- |
| dochody               | 286 207 194,91 zł | 286 207 194,91 zł |
| wydatki ogółem        | 299 956 509 zł    | 299 956 509 zł    |
| wydatki na inwestycje | 17 110 000 zł     | 17 110 000 zł     |

## Nauka

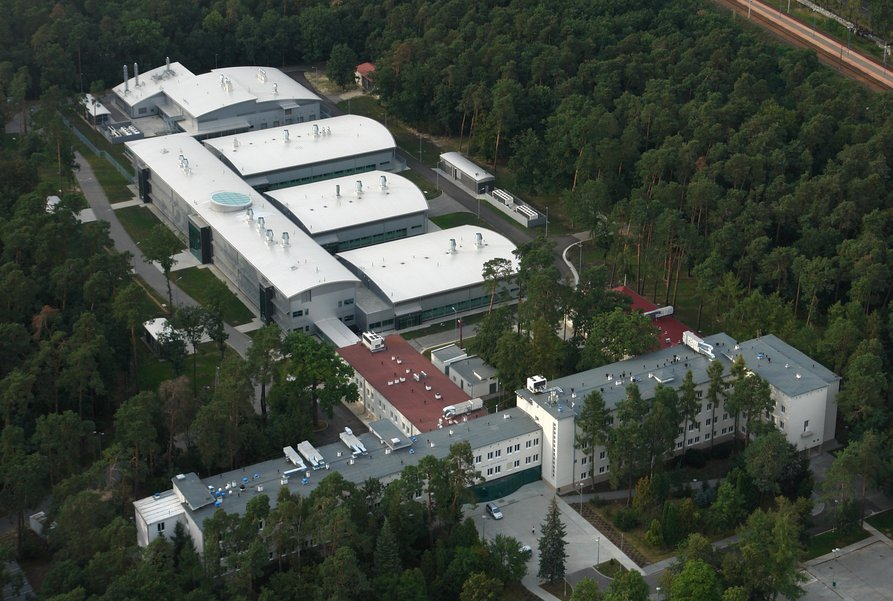
Państwowy Instytut Weterynaryjny – Państwowy Instytut Badawczy

Począwszy od połowy XIX wieku w Puławach lokowane były instytucje naukowe. Obecnie ich lista jest następująca:
- Instytut Uprawy Nawożenia i Gleboznawstwa założony w roku 1950 w miejsce funkcjonującego w Puławach od 1917 r. Państwowego Instytutu Naukowego Gospodarstwa Wiejskiego. IUNiG prowadzi prace badawcze obejmujące uprawę roślin, nawożenie, ochronę i żyzność gleb.
- Państwowy Instytut Weterynaryjny – Państwowy Instytut Badawczy (PIWet-PIB) powołany w 1945 r. Prowadzi badania w zakresie medycyny weterynaryjnej ze szczególnym uwzględnieniem diagnostyki i profilaktyki chorób zakaźnych, w tym chorób odzwierzęcych, oraz higieny i toksykologii żywności pochodzenia zwierzęcego. Od 2003 r. Państwowy Instytut Badawczy.
- Ośrodek Diagnostyki i Zwalczania Zagrożeń Biologicznych Wojskowego Instytutu Higieny i Epidemiologii
- Instytut Nowych Syntez Chemicznych (dawna nazwa Instytut Nawozów Sztucznych) przeniesiony z Tarnowa w 1968 r., swoimi badaniami wspomaga działanie przemysłu chemicznego, a ostatnio także uruchomił działania w zakresie przetwarzania chmielu na ekstrakt chmielowy.

Oddziały:
- Instytutu Sadownictwa i Kwiaciarstwa w Skierniewicach – oddział Pszczelnictwa w Puławach
- Oddział Zakładu Doświadczalnego „TechPAN” Instytutu Podstawowych Problemów Techniki PAN w latach 1973–1992[29].

Od 1993 Zakład Doświadczalny Echo-Son SA (45% własność IPPT PAN, 55% pracownicy TechPAN).
Obecnie Echo-Son zaangażowane są w konstruowanie wyrafinowanej aparatury ultrasonograficznej (USG).
- Narodowy Instytut Kultury i Dziedzictwa Wsi (NIKiDW) – oddział w Puławach powołany rozrządzeniem Nr 76/2019 z dnia 17 października 2019 r. Ministra Rolnictwa i Rozwoju Wsi[31].

W roku 2008 puławskie instytuty naukowo-badawcze, Urząd Miasta Puławy oraz Uniwersytet Technologiczno-Humanistyczny im. K. Pułaskiego w Radomiu wystąpiły z inicjatywą utworzenia Puławskiego Parku Naukowo-Technologicznego na terenie Puławskiej dzielnicy Azoty. W rezultacie podjętych działań powstaje nowoczesna baza naukowo-dydaktyczna, której koszt budowy wynosić będzie 79 mln złotych. Kompleks będzie mieścić w swoich murach m.in. 4 Wydziały UTH w Radomiu, na których będą prowadzone studia w formie stacjonarnej i zaocznej. Ostatecznie nie doszło do realizacji pomysłu utworzenia wydziałów UTH. W roku 2013 została podpisana umowa między Uniwersytetem Marii Curie Skłodowskiej a Zakładami Azotowymi o utworzeniu jednostki uczelnianej wraz z organizacją kierunku Chemia Techniczna oraz współpracy naukowej uczelni z puławskimi instytucjami naukowymi. W październiku 2014 roku studia rozpoczęli pierwsi studenci Wydziału Zamiejscowego UMCS w Puławach.

## Edukacja

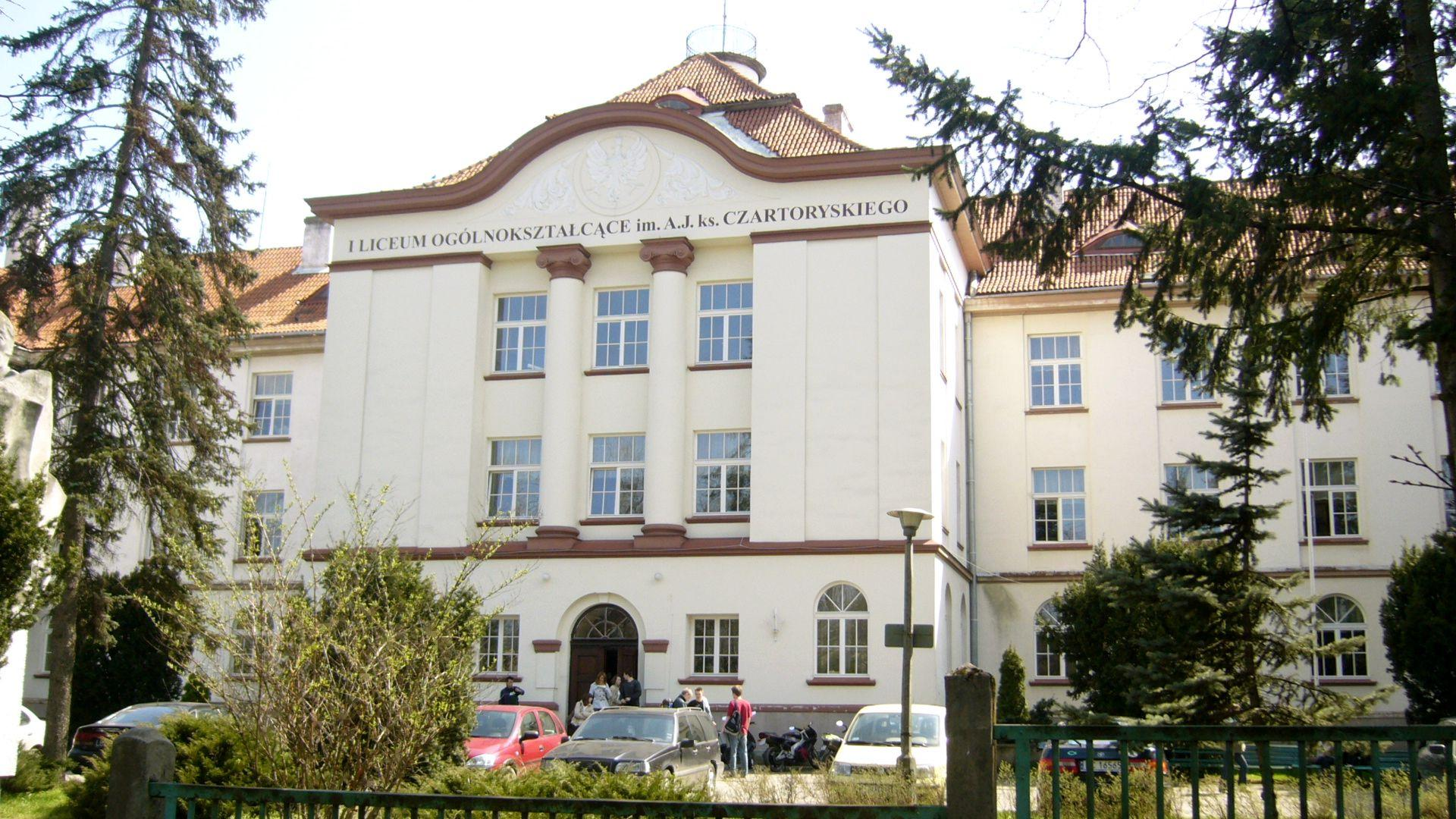
I Liceum Ogólnokształcące im. A.J. Księcia Czartoryskiego

W Puławach znajduje się 8 szkół podstawowych, 7 liceów ogólnokształcących, 8 zespołów szkół, jedna szkoła muzyczna I stopnia, Medyczne Studium Zawodowe oraz 5 szkół specjalnych. Ponadto w Puławach prowadzone są studia językowe w Nauczycielskim Kolegium Języków Obcych. Studia doktoranckie prowadzone są m.in. w Państwowym Instytucie Weterynarii, Instytucie Uprawy Nawożenia i Gleboznawstwa.
W 2014 roku nastąpiło otwarcie przez Uniwersytet Marii Curie Skłodowskiej w Lublinie – w miejsce Puławskiej Szkoły Wyższej istniejącej w latach 1997–2014 – Wydziału Zamiejscowego UMCS w Puławach, który kształci stacjonarnie i niestacjonarnie na kierunkach:
- administracja publiczna
- chemia techniczna
- fizjoterapia (wspólnie z Uniwersytetem Medycznym w Lublinie)
- wychowanie fizyczne

Likwidacja wydziału zaplanowana jest na jesień 2025 roku. UMCS nie prowadził już naboru studentów na Wydział Zamiejscowy od roku akademickiego 2023/2024. Budynek po tej placówce przejęło Muzeum Badań Polarnych.

## Wspólnoty wyznaniowe

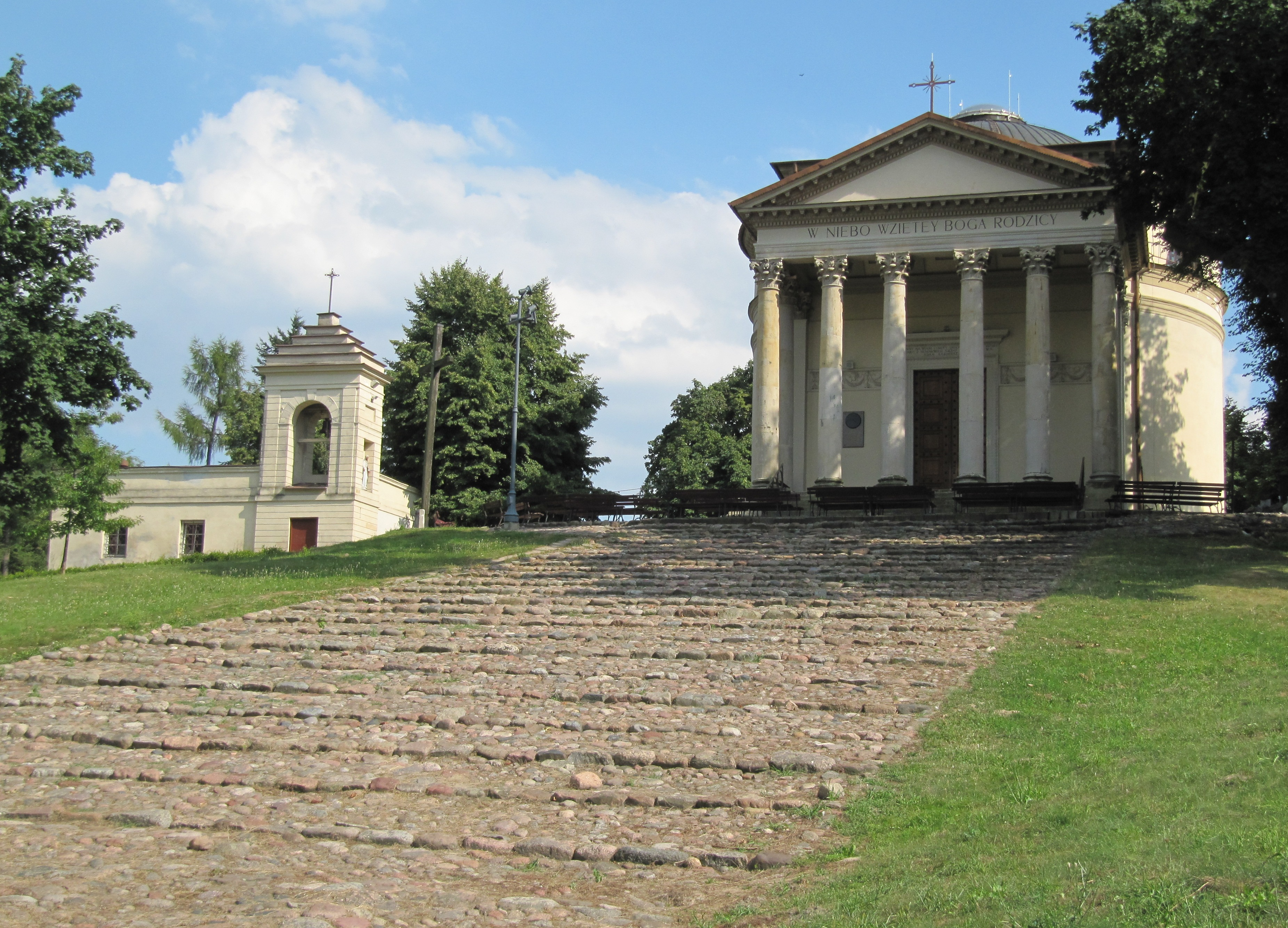
Zespół kaplicy pałacowej, obecnie kościoła pw. Wniebowzięcia NMP w zespole pałacowo-parkowym

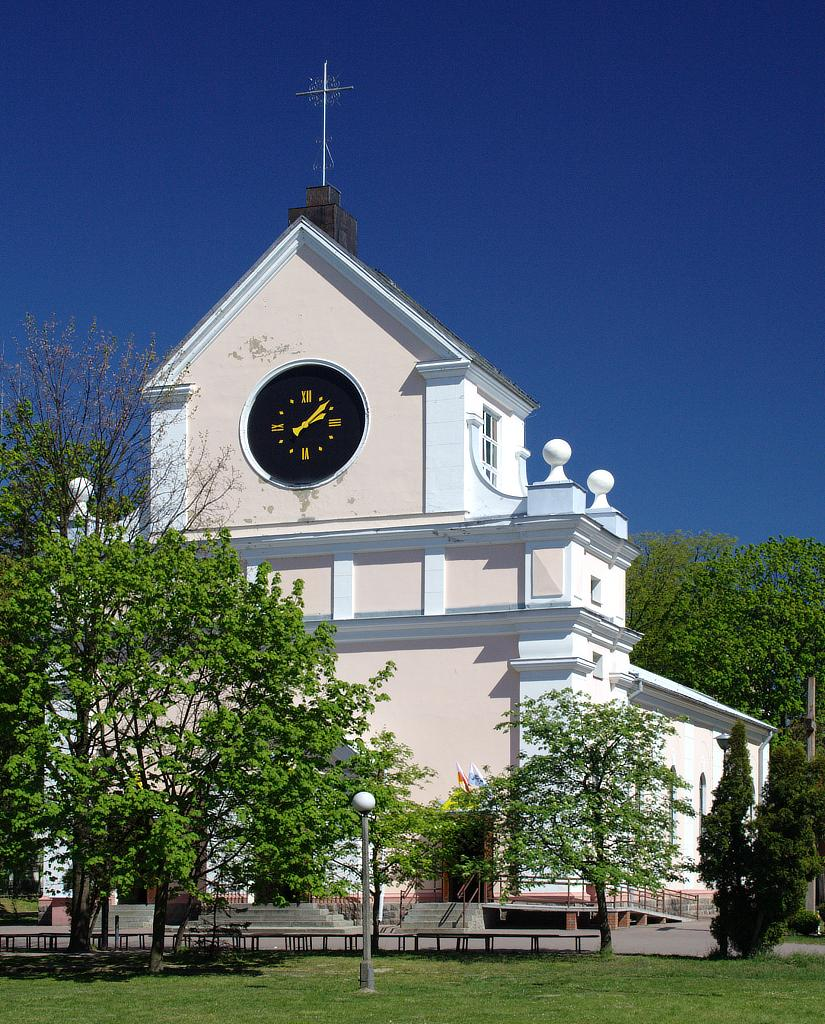
Kościół parafialny Matki Boskiej Różańcowej (dawna cerkiew garnizonowa)

Na terenie Puław działalność religijną prowadzą następujące Kościoły i związki wyznaniowe:
- Buddyjski Związek Diamentowej Drogi Linii Karma Kagyu:
  - grupa medytacyjna w Puławach[34][35]
- Kościół Adwentystów Dnia Siódmego w RP:
  - zbór w Puławach[36]
- Kościół Chrześcijan Baptystów w RP:
  - zbór w Puławach[37]
- Kościół Chrześcijan Wiary Ewangelicznej w RP:
  - zbór w Puławach[38]
- Kościół Ewangelicko-Metodystyczny w RP:
  - Parafia Ewangelicko-Metodystyczna w Puławach[39][40]
- Kościół greckokatolicki:
  - ośrodek duszpasterski w Puławach, nabożeństwa prowadzone są w kaplicy plebanii rzymskokatolickiej parafii Matki Bożej Różańcowej[41]
- Kościół rzymskokatolicki (dekanat Puławy)[42]:
  - parafia MB Różańcowej
  - parafia Miłosierdzia Bożego
  - parafia św. Alberta Chmielowskiego
  - parafia św. Józefa
  - parafia Świętej Rodziny
  - parafia Wniebowzięcia NMP
- Kościół Starokatolicki Mariawitów
  - wierni należą do parafii Przenajświętszego Sakramentu w Łanach
- Polski Autokefaliczny Kościół Prawosławny:
  - parafia św. Równej Apostołom Marii Magdaleny[43]
- Świadkowie Jehowy (Sala Królestwa ul. Kruka 4A)[44][45]:
  - zbór Puławy-Niwa (w tym grupa języka romani)
  - zbór Puławy-Chemia
  - zbór Puławy-Zachód

## Kultura
W Puławach dzieciństwo spędził Bolesław Prus. W 1884 r. napisał Pleśń świata, jedną z najkrótszych swoich nowel, której akcję umieścił w pobliżu Świątyni Sybilli. W felietonie natomiast zatytułowanym Kartki z podróży.Puławy opisał osadę Puławy.
W latach osiemdziesiątych XX wieku w Puławach istniała prężna scena punkrockowa. Tu działały m.in. zespoły Trafo i Siekiera. Jego pierwszy wokalista, Tomasz Budzyński, po odejściu z Siekiery założył m.in. zespół Armia.
Od 2000 r. Puławy mają swój własny hejnał miejski. Autorem melodii jest znany polski jazzman Henryk Majewski. W 2011 r. powstało Centrum Informacji Turystycznej znajdujące się obecnie na Skwerze Niepodległości, które przejęło funkcję rozwiązanego PTTK.
1 kwietnia 2023 roku przy ulicy Wojska Polskiego, została oddana do użytku jedna z nowocześniejszych w województwie lubelskim placówka Biblioteki Miejskiej – Mediateka.

### Radio
- Radio Impuls (Puławy) (pierwotnie Radio Puławy 24 – istniejąca od 2014 rozgłośnia internetowa oraz nadająca na 97,2 FM – moc nadajnika 2,5 kW, co zapewnia odbiór w Dęblinie, Kozienicach, Nałęczowie, Radomiu, Lublinie i Zwoleniu)
- LPU Radio – internetowa rozgłośnia radiowa, lpuradio.pl
- Radio Plus Lublin (91,2 MHz) – nadające w Puławach od 29 kwietnia 2020

### Telewizja
- LPUTV – lputv.pl

### Internet bezpłatny
Puławy dysponują bezprzewodowym, publicznym i bezpłatnym dostępem do internetu, jest on realizowany w technologii Wi-Fi 802.11g.
Aktualnie na infrastrukturę sieciową (o nazwie hotspot.um.pulawy.pl) składa się 20 nadajników w różnych częściach miasta.

### Prasa
- „Teraz Puławy” – dodatek do „Dziennika Wschodniego”
- „Wspólnota Puławska”

### Muzea
- Muzeum Oświatowe
- Muzeum Regionalne im. Izabeli ks. Czartoryskiej
- Muzeum Czartoryskich w Puławach
- Muzeum Badań Polarnych[49]

### Kino
Początki kinematografii w Puławach sięgają roku 1910.
- Kino „Sybilla” – kino w 2009 r. zmodernizowało sprzęt. Od tego czasu jest możliwość oglądania wybranych filmów 3D przy użyciu specjalnych okularów.

### Teatr
- Puławski Ośrodek Kultury „Dom Chemika”

### Organizacje patriotyczne i pro-obronne
- Związek Strzelecki oddział Puławy im. 15 pułk. piechoty „Wilków” Armii Krajowej.
- Związek Harcerstwa Polskiego w Puławach.

W latach 1985–1990 w Puławach w budynku Puławskiego Ośrodka Kultury „Dom Chemika” działało Harcerskie Centrum Komputerowe, pierwsza w Polsce placówka tego typu.

## Polityka
Obecnym prezydentem miasta Puławy jest Paweł Maj. Prezydent Miasta Puławy jest organem wykonawczym, wybieranym na 5-letnią kadencję w wyborach bezpośrednich. W skład Rady Miasta wchodzi 21 radnych, wybieranych w wyborach bezpośrednich radnych. 
| Ugrupowanie                                 | Kadencja 2002−2006 | Kadencja 2006−2010 | Kadencja 2010–2014 | Kadencja 2014–2018 | Kadencja 2018–2024 | Kadencja 2024–2029 |
| ------------------------------------------- | ------------------ | ------------------ | ------------------ | ------------------ | ------------------ | ------------------ |
| Liga Polskich Rodzin                        | 0                  | 1                  | -                  | -                  | -                  | -                  |
| Samoobrona Rzeczypospolitej Polskiej        | 1                  | -                  | -                  | -                  | -                  | -                  |
| Sojusz Lewicy Demokratycznej - Unia Pracy   | 9                  | -                  | -                  | -                  | -                  | -                  |
| Unia Samorządowa                            | 1                  | -                  | -                  | -                  | -                  | -                  |
| Mur                                         | 0                  | -                  | -                  | -                  | -                  | -                  |
| Porozumienie Samorządowe Prawicy Puławskiej | 5                  | 4                  | 8                  | -                  | -                  |                    |
| Wspólnota Samorządowa                       | 7                  | 3                  | -                  | -                  | -                  | -                  |
| SLD+SDPL+PD+UP Lewica i Demokraci           | -                  | 2                  | -                  | -                  | -                  | -                  |
| Prawo i Sprawiedliwość                      | -                  | 7                  | 8                  | 15                 | 8                  | 10                 |
| Platforma Obywatelska RP                    | -                  | 6                  | 6                  | 2                  | -                  | -                  |
| Sojusz Lewicy Demokratycznej                | -                  | -                  | 1                  | -                  | -                  | -                  |
| Nasze Puławy Nasza Przyszłość               | -                  | -                  | 0                  | -                  | -                  | -                  |
| SLD Lewica Razem                            | -                  | -                  | -                  | 0                  | -                  | -                  |
| Stowarzyszenie PSPP                         | -                  | -                  | -                  | 4                  | -                  | -                  |
| Stowarzyszenie Inicjatyw Społecznych Teraz  | -                  | -                  | -                  | 1                  | -                  | -                  |
| KWW Mateusza Dolaka                         | -                  | -                  | -                  | 0                  | -                  | -                  |
| Włostowice 2014                             | -                  | -                  | -                  | 0                  | -                  | -                  |
| Koalicja Samorządowa                        | -                  | -                  | -                  | -                  | 2                  | -                  |
| Niezależni Wyborcy Pawła Maja               | -                  | -                  | -                  | -                  | 5                  | 1                  |
| Janusza Grobla Samorządowcy                 | -                  | -                  | -                  | -                  | 6                  | -                  |
| Koalicja Obywatelska                        | -                  | -                  | -                  | -                  | -                  | 8                  |
| Trzecia Droga PSL-PL2050 Szymona Hołowni    | -                  | -                  | -                  | -                  | -                  | 1                  |
| KWW Ewy Wójcik Wybieramy Puławy             | -                  | -                  | -                  | -                  | -                  | 1                  |
| KWW Beaty Kozik Razem Dla Puław             | -                  | -                  | -                  | -                  | -                  | 0                  |

## Kluby sportowe

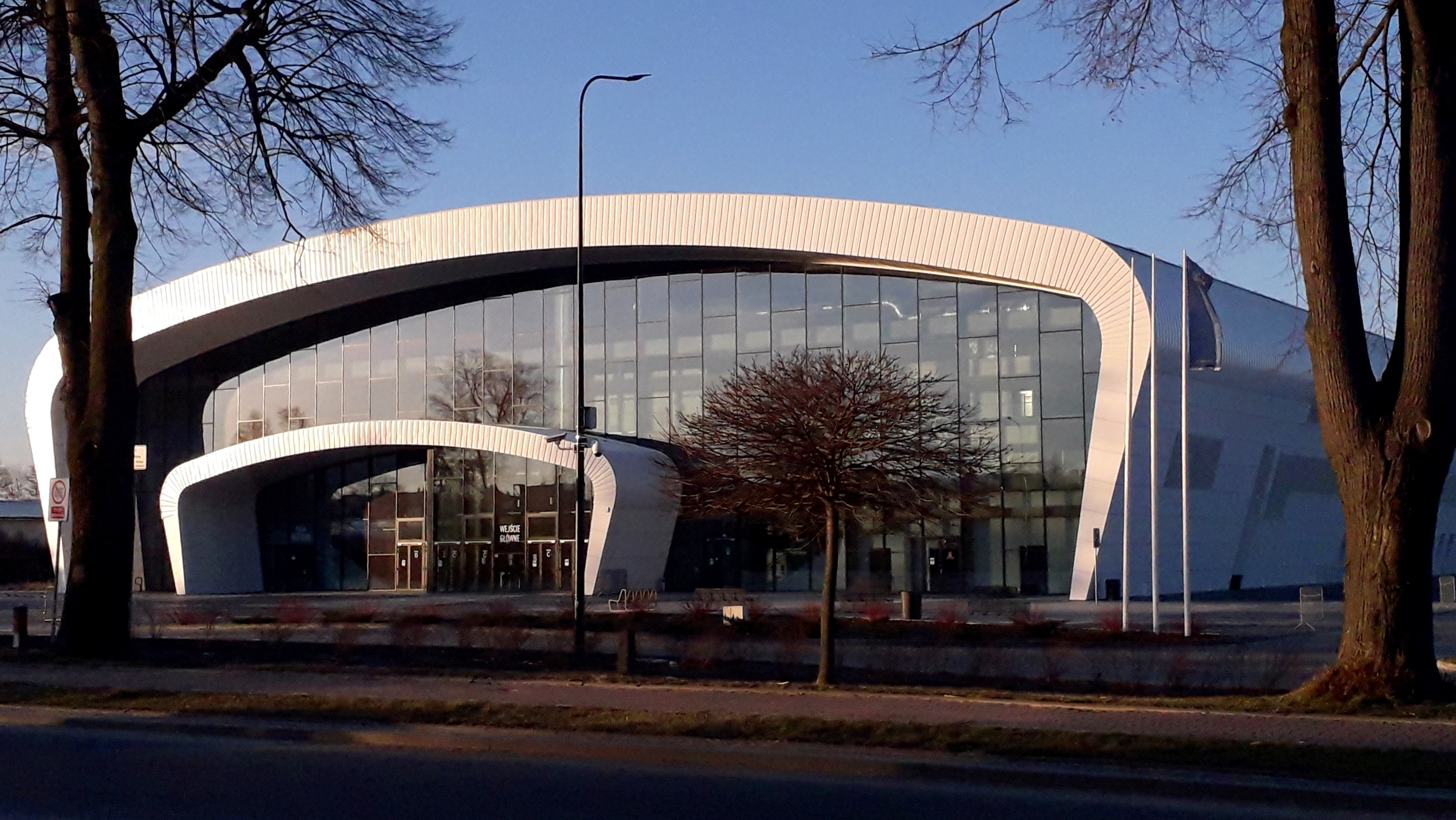
Grupa Azoty Arena

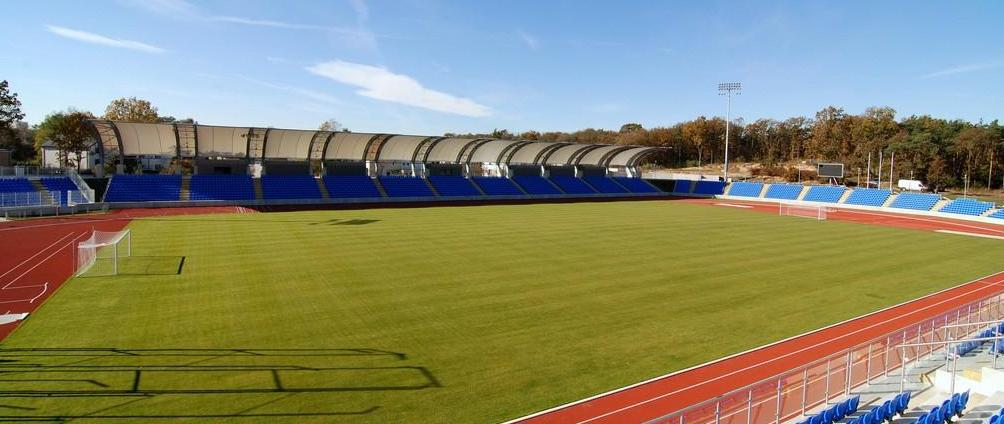
Stadion MOSiR

- Wisła Puławy – piłka nożna (II liga), lekkoatletyka, pływanie, podnoszenie ciężarów
- Azoty-Puławy – piłka ręczna (superliga mężczyzn)
- Puławiak Puławy – piłka nożna (rozgrywki juniorskie, A klasa, grupa Lublin II (mężczyźni))
- KS Pogoń Mostostal Puławy – kolarstwo szosowe
- MKS MOW Puławy – tenis stołowy (III liga mężczyzn)
- UKS Bursa-Puławy – piłka ręczna (drużyny młodzieżowe – męskie i damskie)

## Imprezy

### Imprezy sportowe
- Mistrzostwa Polski Juniorów 16 lat w pływaniu (styczeń – tylko 2010)
- Grand Prix Puław w tenisie stołowym (od stycznia do grudnia)
- Bieg Zielonych Sznurowadeł (marzec)
- Grand Prix Puław w kolarstwie górskim MTB – Rowerem po zdrowie (od kwietnia do października)
- Ogólnopolskie Biegi Uliczno-Przełajowe „O Błękitną Wstęgę Wisły” (maj)
- Kryterium kolarskie o Puchar Prezydenta Puław (maj)
- Ogólnopolski Turniej Tenisa Stołowego Amatorów (maj)
- Mistrzostwa Województwa Lubelskiego Amatorów w siatkówce plażowej (sierpień)
- Grand Prix Puław w siatkówce plażowej (od maja do września)
- Mistrzostwa Województwa Lubelskiego Amatorów w kolarstwie górskim MTB (wrzesień)
- Ogólnopolski Turniej Siatkówki Kobiet (listopad)
- Ogólnopolskie Biegi Uliczno-Przełajowe „Biegi Niepodległości” (listopad)
- Otwarte Mistrzostwa Polski Tang Soo Do (styczeń/luty/marzec)
- „Puchar Wisły” w karate tradycyjnym (ostatni weekend sierpnia)
- Mistrzostwa Polski w Trójboju Siłowym (2008) oraz Trójboju Siłowym Klasycznym (10–11 grudnia 2011)

### Imprezy kulturalne
- Festiwal Kolęd, konkurs szopek (styczeń)
- Turniej Tańców Polskich „O Pierścień Księżnej Izabeli” – Mistrzostwa Polski (luty)
- Turniej Powiatowy Ogólnopolskiego Konkursu Recytatorskiego (marzec)
- Festiwal Muzyki Akordeonowej im. Ryszarda Malickiego (marzec)
- Powiatowy Przegląd Teatrów Dziecięcych i Młodzieżowych (kwiecień)
- Grand Prix Puław w Tańcach Dyskotekowych (kwiecień)
- Puławski Festiwal Młodych Gitarzystów (maj)
- Turniej powiatowy Małego Konkursu Recytatorskiego (maj)
- Festiwal im. Wincentego i Franciszka Lesslów w Puławach (maj-czerwiec)
- Międzynarodowy Festiwal Muzyki Organowe (lipiec-sierpień)
- Pożegnanie Lata, festyn rodzinny (wrzesień)
- Dzień Papieski (październik)
- Święto Pieczonego Ziemniaka (październik)
- Jesienny Konkurs Recytatorski (październik)
- Europejskie Dni Dziedzictwa (wrzesień)

## Transport

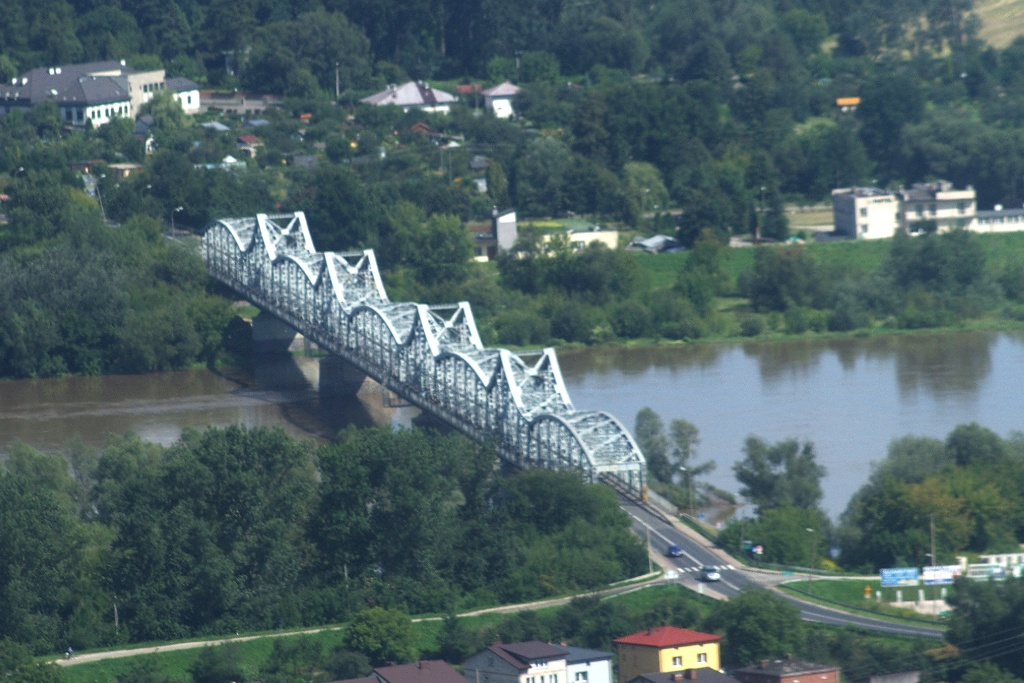
Most im. Ignacego Mościckiego

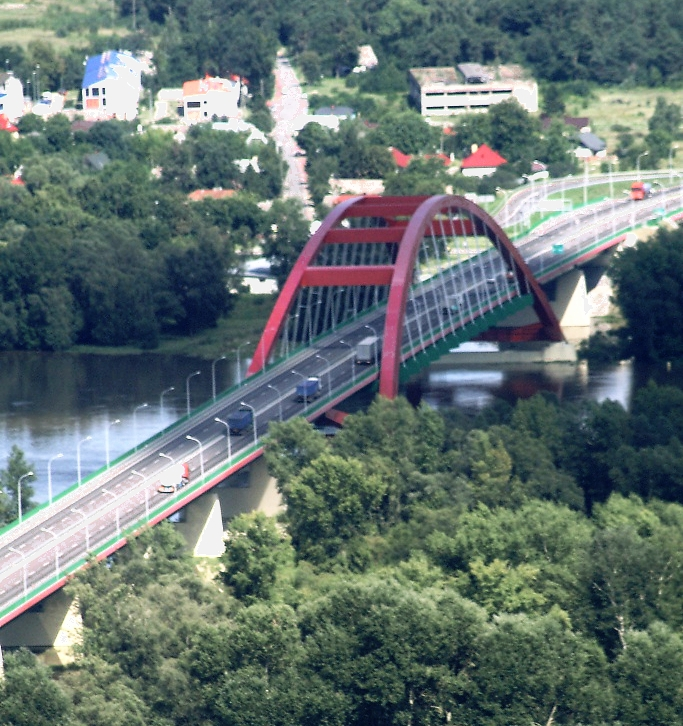
Most im. Jana Pawła II

### Kolej
Przez Puławy przebiega ważna linia kolejowa nr 7 łącząca Warszawę z granicą państwa w Dorohusku, a dalej z Kijowem.
W mieście funkcjonują przystanki i stacje kolejowe:
- Puławy
- Puławy Azoty
- Puławy Chemia
- Puławy Miasto

W Puławach znajduje się stara wojskowa linia kolejowa nr 82. Prawdopodobnie jest to jedyna w kraju linia, która biegła po moście pontonowym przez Wisłę. W okresie PRL (w 1975 r. i 1985 r.) odbywały się ćwiczenia wojskowe. W ich trakcie budowano most kolejowo-drogowy, po którym przejeżdżał pociąg, a następnie most był rozbierany.

### Drogi
W granicach administracyjnych miasta przebiega droga krajowa nr 12 (S12) jako obwodnica Puław. W 2006 GDDKiA rozpoczęła budowę nowej przeprawy przez Wisłę, będącej elementem przyszłej obwodnicy. 12 lipca 2008 oddano do użytku nowy most im. Jana Pawła II w Puławach i całkowicie nową drogę od mostu do drogi krajowej nr 12 w miejscowości Zarzecze. Drugi etap obwodnicy od mostu do połączenia z drogą S17 na węźle „Kurów Zachód” ukończono w 2018 roku.
Przez Puławy przebiegają również drogi wojewódzkie nr 801, 824 i 874.
Zbudowany 1934 roku most drogowy most im. Ignacego Mościckiego po wybudowaniu obwodnicy stał się fragmentem drogi wojewódzkiej 874.

### Komunikacja miejska
Za komunikację miejską w Puławach i regionie puławskim odpowiada Miejski Zakład Komunikacji w Puławach. W Puławach funkcjonuje 19 zwykłych linii autobusowych (1, 2, 3, 4, 5, 6, 7, 8, 11, 12, 14, 15, 16, 17, 19, 20, 22 oraz M1, M2), 2 linie kursujące w dzień targowy (18 i 28) oraz 8 linii szkolnych (9, 23, J1, J2, K1, K2, K3 i S7). MZK Puławy odpowiada także za komunikację miejską w Dęblinie, gdzie kursuje linia nr 31.

## Bezpieczeństwo publiczne

### Straż pożarna
W Puławach działają 3 jednostki straży pożarnej:
- KP PSP Puławy – JRG Puławy
- OSP Puławy – Włostowice
- Zakładowa straż pożarna ZA Puławy

## Gospodarka

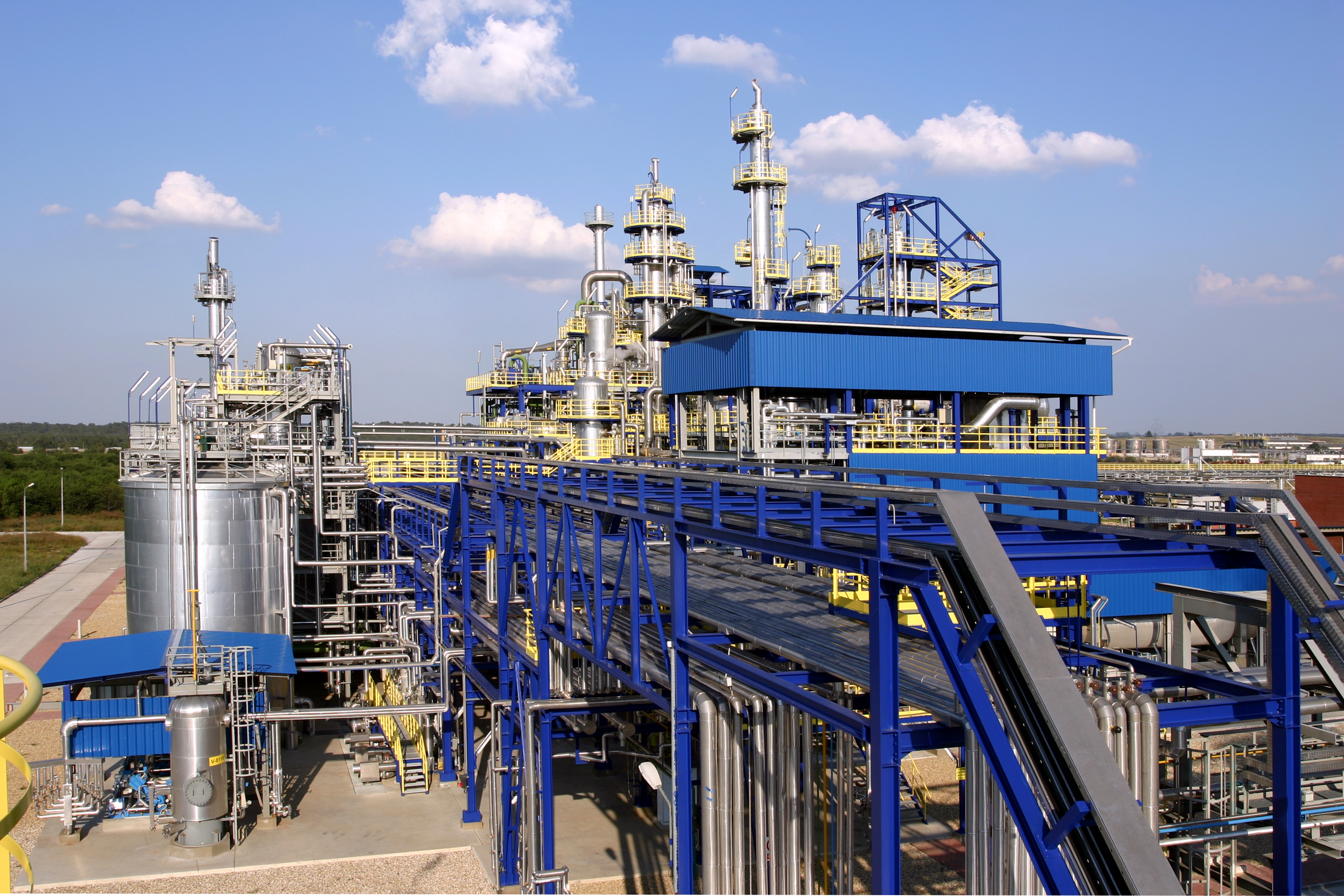
Zakłady Azotowe Puławy

Na terenie miasta działa Puławski Park Przemysłowy, który ma za zadanie przyciągnąć poprzez ulgi podatkowe inwestorów. Część terenów inwestycyjnych w Puławach, położonych w obrębie Zakładów Azotowych „Puławy” S.A. została także włączona do Starachowickiej Specjalnej Strefy Ekonomicznej.

### Przemysł
- Zakłady Azotowe Puławy – uruchomione w 1966 r. „Azoty” są największym zakładem przemysłowym znajdującym się w granicach miasta i największym producentem nawozów sztucznych w Polsce. Dają zatrudnienie 4852 osób (stan z 31.12.2019)[63].
- Mostostal Puławy
- Remzap
- Termochem

### Handel
W mieście funkcjonuje rozwinięta sieć placówek handlowych, obejmująca zarówno supermarkety i dyskonty, jak i centra handlowe oraz sklepy specjalistyczne.

#### Hipermarkety i dyskonty
Na terenie miasta działają hipermarkety sieci Kaufland i Carrefour, a także liczne sklepy spożywcze, w tym:
- Biedronka (4 placówki)
- Stokrotka (8 placówek)
- Lidl (2 placówki)
- Żabka (21 placówek)
- Aldi
- Netto
- oraz inne sieci spożywcze

#### Centra handlowe
- Galeria Zielona - oficjalnie otwarta 22 listopada 2006 roku przy skrzyżowaniu ulic Lubelskiej i Zielonej. W galerii znajduje się wiele sklepów odzieżowych (H&M, CCC, Deichmann, 4F, Diverse, Ryłko, Big Star), sklepów kosmetycznych (Douglas, Hebe, Natura), sklepów z książkami i prasą (Empik, Inmedio) oraz siłownia CityFit Blue.
- Centrum Handlowe Karuzela - oficjalnie otwarte 28 kwietnia 2022 roku; jeden z najnowocześniejszych kompleksów shoppingowych w mieście.
- Galeria Nova -  budowa zakończona w 2012 roku; obiekt funkcjonuje od tego czasu jako centrum handlowe.
- Galeria Yeti - otwarta w sierpniu 2000 roku, jedna z pierwszych większych placówek handlowych w regionie[64].

#### Sklepy branżowe
- Markety budowlane: Castorama (przy ul. Gościńczyk) i Leroy Merlin (ul. Dęblińska).
- Markety elektroniczne: Media Expert i RTV Euro AGD.

## Dzielnice i osiedla

### Dzielnice

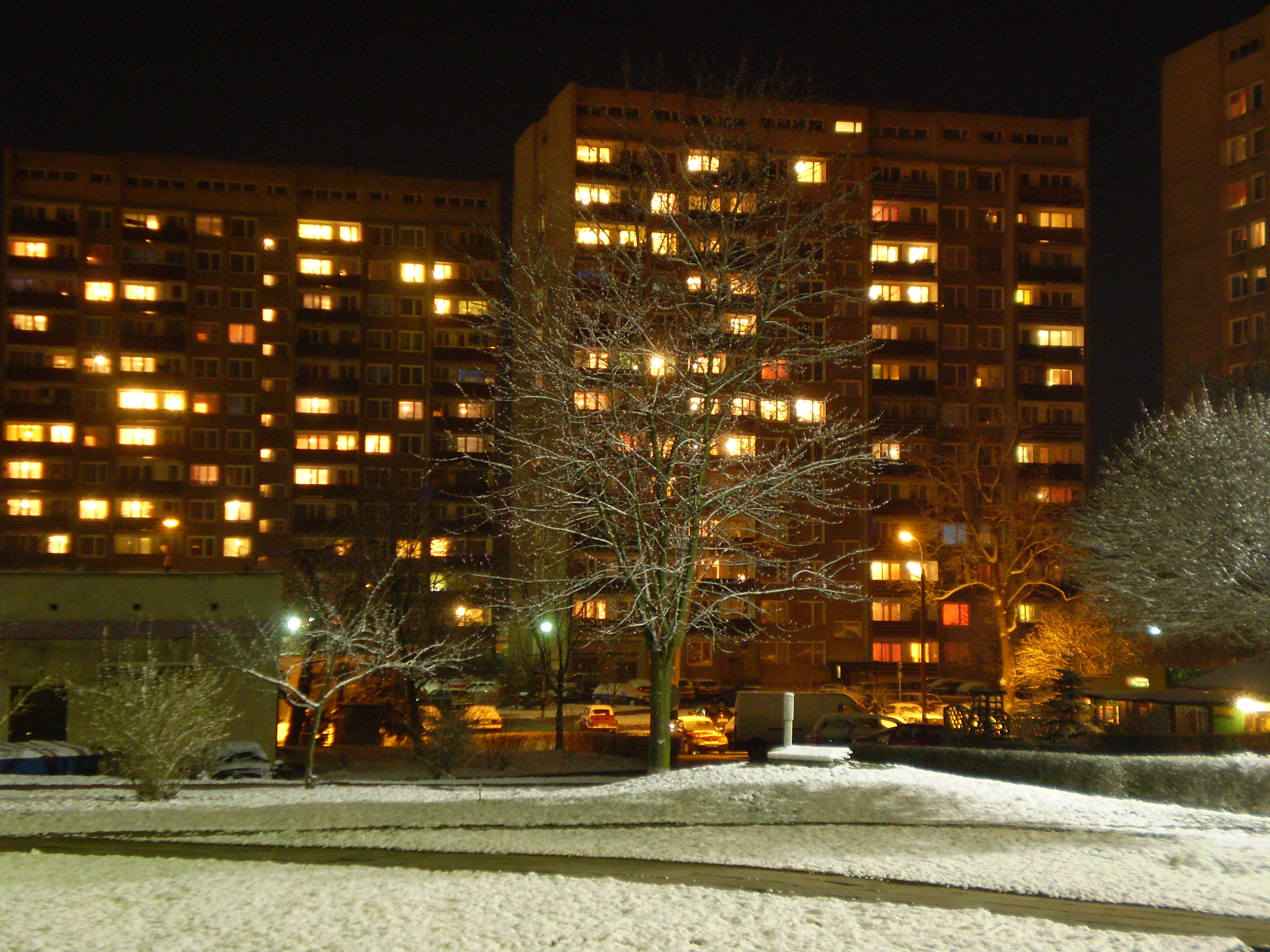
Wieżowce na Kołłątaja

- Działki
- Gajówka Piaski
- Górna Niwa
- Kolejowa
- Las-Ruda
- Leśniczówka Ruda
- Majdan
- Marynki
- Michałówka
- Mokradki
- Płużki
- Puławska Wieś
- Puławy Fabryczne
- Ruda Czechowska
- Włostowice
- Wólka Profecka
- Zarzecze

### Osiedla

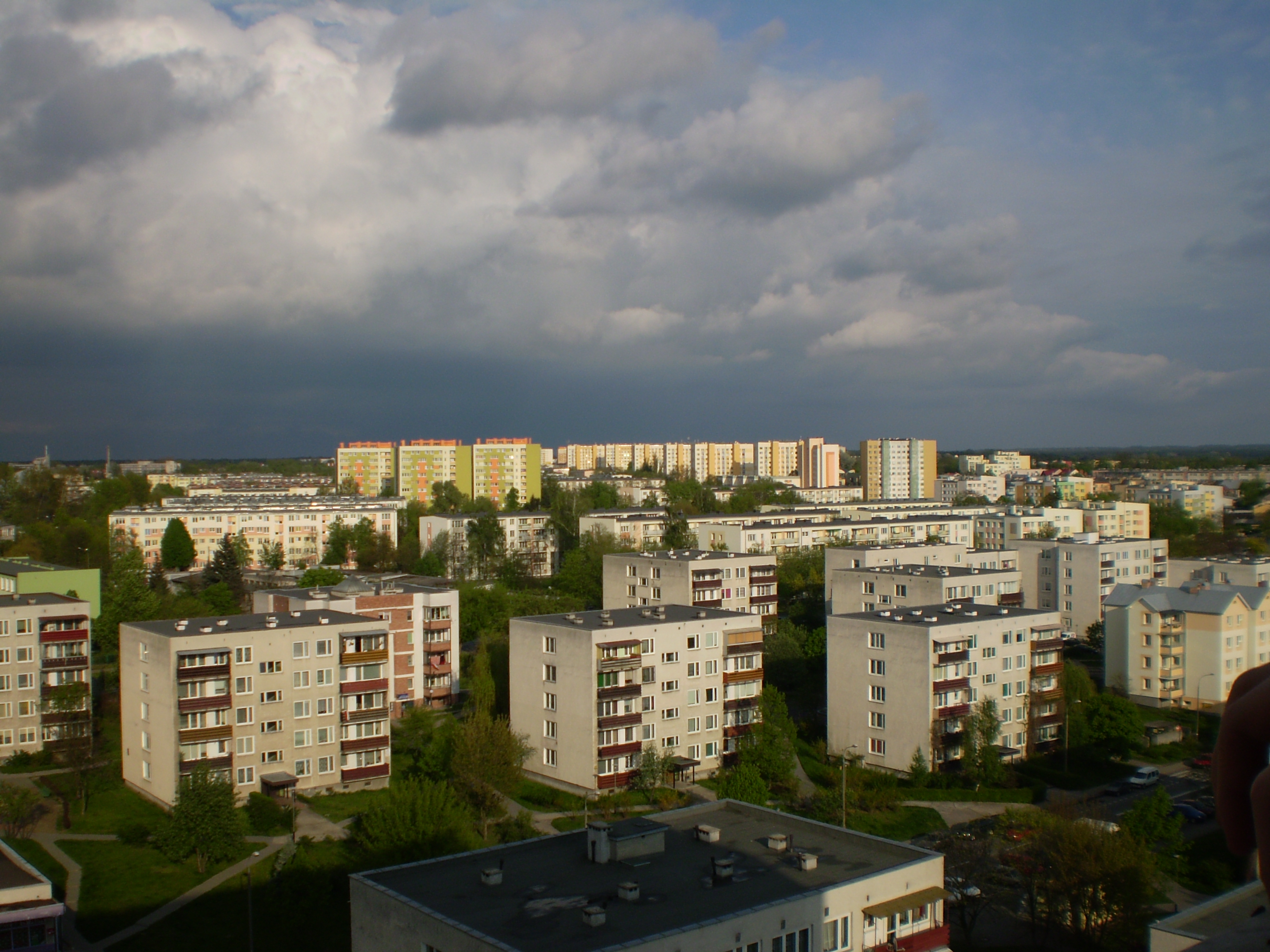
Osiedle Kołłątaja

- Górki
- Kępa
- Książęce Płużki
- Majdan
- Michałówka
- Osiedle Czartoryskich
- Osiedle Działki
- Osiedle Gościńczyk
- Osiedle gen. Witolda
- Osiedle Górna Kolejowa
- Osiedle Górna Niwa
- Osiedle Kaniowczyków
- Osiedle Kołłątaja
- Osiedle Kusocińskiego
- Osiedle Leśna
- Osiedle Mokradki
- Osiedle Niemcewicza
- Osiedle Niwa
- Osiedle Podlesie
- Osiedle Serek
- Osiedle Sienkiewicza
- Osiedle Słoneczny Stok
- Osiedle Włostowice
- Osiedle Wróblewskiego
- Osiedle Norwida
- Piaski
- Płużki
- Puławska Wieś
- Ruda Czechowska
- Ruda Las
- Wólka Profecka
- Zarzecze
- Żulinki

## Miasta partnerskie
| Państwo    | Miasto                                    |
| ---------- | ----------------------------------------- |
| Ukraina    | Bojarka                                   |
| Portugalia | Castelo Branco                            |
| Francja    | Douai; współpraca zawieszona w lutym 2020 |
| Ukraina    | Dublany                                   |
| Białoruś   | Nieśwież                                  |
| Niemcy     | Stendal                                   |